# Claus Burfeindt

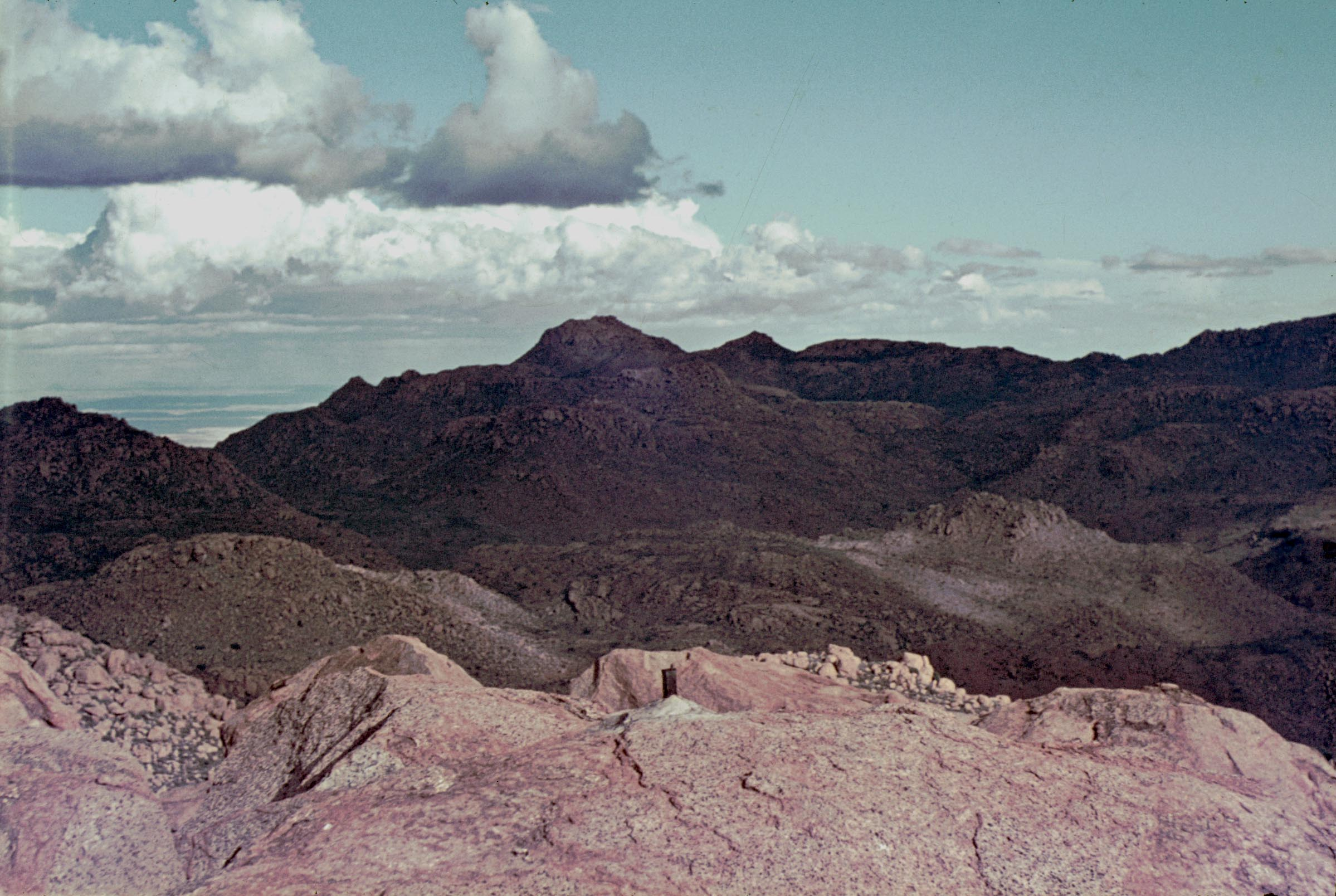
Blick vom Horn (mit einzementierter Eisenstange im Vordergrund) zum Königstein (1966)

Claus Burfeindt (* 1. März 1890 in Schwinge (Landkreis Stade); † 12. Juni 1978 in St. Peter-Ording (Schleswig-Holstein)) war ein deutscher Soldat (Unteroffizier) der Schutztruppe für Deutsch-Südwestafrika. Er vermaß Teile der deutschen Kolonie. Burfeindt gilt als erster Ersteller einer detaillierten Karte des Brandbergmassivs im heutigen Namibia.
Burfeindt wuchs in der Heide auf. Er arbeitete als Dienstbote in ländlichen Regionen. Am 15. Oktober 1909 wurde Burfeindt Mitglied des Feldartillerie-Regiment Nr. 60 in Schwerin. Als Mitglied der 3. Transportkompanie bestieg er am 30. August 1911 die Prinzregent zur Überfahrt nach Deutsch-Südwestafrika. Am 24. November 1911 betrat Burfeindt in Swakopmund afrikanischen Boden.
Burfeindt bestieg gemeinsam mit Hans Carstensen und einigen wechselnden einheimischen Begleitern ab dem 6. Februar 1914 über die Numas-Schlucht, die eine natürliche Quelle zur Wasserversorgung beherbergte, das Brandbergmassiv. Der 120 Kilogramm schwere Theodolit wurde bei einer weiteren Tour am 3. August 1914 auf das Claus Burfeindt Horn bzw. Burfeindthorn gebracht. Eine einzementierte Eisenstange zur Vermessung zeugte noch mindestens 1966 von Burfeindts Vermessungen.
Dass Burfeindt und Carstensen mit dem Horn nicht den höchsten Gipfel, den Königstein erreicht hatten, stellte sich erst in den 1950er Jahren heraus.

## Werke und Nachweis
- Der Weg zum Brandberg. Bücherstube St. Peter in Komm., 1970. (PDF)